# Distrito de Pisuquía
El distrito de Pisuquía es uno de los veintitrés distritos de la Provincia de Luya, ubicado en el Departamento de Amazonas, en el norte del Perú. Limita por el norte con el distrito de Ocumal; por el este con el distrito de Longuita y el distrito de María y el distrito de Luya; por el sur con el distrito de Lonya Chico y el distrito de Ocalli y; por el oeste con el distrito de Camporredondo.
Desde el punto de vista jerárquico de la Iglesia católica forma parte del Diócesis de Chachapoyas.

## Historia
El distrito fue creado en la época de la independencia.

## Geografía
Abarca una superficie de 306,5 km² y tiene una población estimada mayor a 5.000 habitantes. Su capital es el pueblo de Yomblón. el acceso se realiza por carretera, quien quiere entrar al Distrito de Pisuquía tiene las opciones de realizar una experiencia hermosa y placentera, ya que cuenta con una diversidad de flora y fauna silvestre excelente para el turismo.

### Pueblos y caseríos del distrito de Pisuquía
| - Yomblon - Pan de azúcar - El pueblo - Pacay - Bazan - Buenos Aires - Duraznillo - Espital - Santa Rosa - Tribulon - La Unión Soscomal - Lirio - Chinguil - Mangulon - Lanche | - Pueblo Nuevo - Tulalon - Chahuarpata - Ondol - Mangalpa - Chicles - Limabamba - Pircapampa - Lansetilla - Tulic - Santa Cruz - Estanque - Huaranguillo - Naranjos - Cuype | - Lucmacucho - El Rejo - Paujamarca - San Miguel de Poro Poro - Alto Perú - Limón - Lloque - Santa Apolonia - Tupen Grande - Achupilla - Bóveda - Monterico - Nueva Libertad - Pagcha - Lanchi Punta | - Choro Pampa - Las Corontas - Marañon - Potrero - Culluhuay - Danjamal - San Ramón - Colmal - Membrillo - Pueblo Libre - Paquiguas | - Pisuquia - Saquilillo - San José - San Juan del rejo - San Lucas Grande - San Lucas Chico - San Pedro - San Rafael - Taquepique - Nueva Arica - Santa María |

## Autoridades

### Municipales
- 2019 - 2022[2]
  - Alcalde: Edilberto Chávez Medina, de Sentimiento Amazonense Regional.
  - Regidores:

  1. Eloy Próspero Ramos Guevara (Sentimiento Amazonense Regional)
  2. Evelio Zumaeta Olascoaga (Sentimiento Amazonense Regional)
  3. Jony Salazar Medina (Sentimiento Amazonense Regional)
  4. Perla Castañeda Savedra (Sentimiento Amazonense Regional)
  5. Hildebrando Vega Vallejos (Movimiento Regional Fuerza Amazonense)

Alcaldes anteriores
- 2015 - 2018:[3] Jesús Huamanta Vargas

## Proyecto hidroeléctrico
El distrito de Pisuquia es uno de los distritos de la provincia de Luya donde se desarrollará el proyecto de la Central Hidroeléctrica Chadín 2, que generará 700 MW de energía renovable aprovechando la fuerza del río Marañón.